# Massimo Ciocci
Massimo Ciocci (Corridonia, 25 febbraio 1968) è un allenatore di calcio ed ex calciatore italiano, di ruolo attaccante.

## Carriera

### Giocatore

#### Club
Cresciuto nelle giovanili dell'Inter, esordisce in prima squadra sotto la conduzione di Trapattoni. Il 22 marzo 1987 debutta in A, nella partita vinta dai nerazzurri per 1-0 contro il Napoli. Il 26 aprile seguente realizza la prima rete, decisiva per battere la Fiorentina. Al suo nome è inoltre legata una doppietta contro la Roma, messa a segno nella sfida del 27 marzo 1988 (conclusasi 4-2 in favore dei nerazzurri). Gioca poi per il Padova e l'Ancona, sebbene il suo rendimento risulti compromesso dagli infortuni alle ginocchia.
Nel 1990 viene ceduto al Cesena, realizzando 13 gol in campionato. Le ultime esperienze in massima serie sono con il Genoa e il Padova, entrambe retrocesse. Ha poi giocato in categorie minori, ritirandosi dai campi nel 2001.

#### Nazionale
Conta due presenze e un gol con la nazionale under 21, dove ha fatto il suo debutto nel 1988.

### Allenatore
Dopo l'abbandono dell'attività agonistica, è stato colpito da un tumore all'intestino dal quale è guarito. Ha quindi allenato l'Arona e la Chiesanuova di Treia, squadra militante in Prima Categoria.
È successivamente divenuto il responsabile tecnico dell'Inter Academy in Giappone. Dal settembre 2018 siede sulla panchina dello Jiangsu Suning, di cui allena la squadra under 14. Nel marzo 2020 è il tecnico della Civitanovese nel campionato di Promozione Marche per poi passare, all'inizio della stagione 2021-2022, al Corridonia, sempre in Promozione Marche.
Dalla stagione 2022-2023 diventa allenatore della squadra Primavera 3 della Fermana.

## Statistiche

### Cronologia presenza e reti in nazionale
| Cronologia completa delle presenze e delle reti in nazionale ― Italia under 21 | Cronologia completa delle presenze e delle reti in nazionale ― Italia under 21 | Cronologia completa delle presenze e delle reti in nazionale ― Italia under 21 | Cronologia completa delle presenze e delle reti in nazionale ― Italia under 21 | Cronologia completa delle presenze e delle reti in nazionale ― Italia under 21 | Cronologia completa delle presenze e delle reti in nazionale ― Italia under 21 | Cronologia completa delle presenze e delle reti in nazionale ― Italia under 21 | Cronologia completa delle presenze e delle reti in nazionale ― Italia under 21 |
| Data                                                                           | Città                                                                          | In casa                                                                        | Risultato                                                                      | Ospiti                                                                         | Competizione                                                                   | Reti                                                                           | Note                                                                           |
| ------------------------------------------------------------------------------ | ------------------------------------------------------------------------------ | ------------------------------------------------------------------------------ | ------------------------------------------------------------------------------ | ------------------------------------------------------------------------------ | ------------------------------------------------------------------------------ | ------------------------------------------------------------------------------ | ------------------------------------------------------------------------------ |
| 24-2-1988                                                                      | Siena                                                                          | Italia under 21                                                                | 1 – 0                                                                          | Finlandia under 21                                                             | Amichevole                                                                     | -                                                                              |                                                                                |
| 23-3-1988                                                                      | San Benedetto del Tronto                                                       | Italia under 21                                                                | 2 – 2                                                                          | Francia under 21                                                               | Europeo Under-21 1988 - Quarti                                                 | 1                                                                              |                                                                                |
| Totale                                                                         |                                                                                | Presenze                                                                       | 2                                                                              |                                                                                | Reti                                                                           | 1                                                                              |                                                                                |

## Palmarès

### Giocatore

#### Club
- Torneo di Viareggio: 1

Inter: 1986